# آپویوسا
آپویوسا (به ایتالیایی: Apollosa) یک کومونه در ایتالیا است که در استان بنونتو واقع شده‌است.

## خصوصیات
آپویوسا ۲۱٫۰ کیلومترمربع مساحت و ۲٬۷۳۴ نفر جمعیت دارد.